# Votations fédérales de 2012 en Suisse
Douze votations fédérales ont été organisées en 2012 en Suisse.

## Mois de mars
Le 11 mars 2012, cinq objets sont soumis à la votation : trois initiatives populaires et deux référendums.
1. L'Initiative populaire « 6 semaines de vacances pour tous »
  - L'initiative propose de modifier l'article 110 de la Constitution fédérale pour indiquer que « 4 Tous les travailleurs ont droit à des vacances payées de six semaines par an au minimum ».
2. L'Initiative populaire « pour un traitement fiscal privilégié de l'épargne-logement destinée à l'acquisition d'une habitation à usage personnel ou au financement de travaux visant à économiser l'énergie ou à préserver l'environnement »
  - L'initiative propose d'ajouter un article 129a à la Constitution fédérale autorisant des déductions fiscales sur le plan cantonal et communal allant jusqu'à 15 000 francs par an pour des fonds destinés à l'épargne-logement et jusqu'à 5 000 francs par an pour des dépôts visant à financer des mesures d'économie d’énergie ou de protection de environnement.
3. L'Initiative populaire « pour en finir avec les constructions envahissantes de résidences secondaires »
  - L'initiative propose d'ajouter un article 75a à la Constitution fédérale limitant à 20 % du parc des logements et de la surface brute au sol habitable le nombre accepté de résidences secondaires pour chaque commune.
4. Un référendum portant sur la réglementation du prix du livre (LPL)[1]
5. Un référendum portant sur la réglementation des jeux d’argent en faveur de l’utilité publique (Contre-projet à l’initiative 'Pour des jeux d’argent au service du bien commun')[1]

### Résultats
| Question                                  | Pour      | Pour  | Contre    | Contre | Invalide/ blanc | Total     | Inscrits  | Partici- pation | Cantons pour | Cantons pour | Cantons contre | Cantons contre | Résultat |
| Question                                  | Votes     | %     | Votes     | %      | Invalide/ blanc | Total     | Inscrits  | Partici- pation | Entiers      | Demi         | Entiers        | Demi           | Résultat |
| ----------------------------------------- | --------- | ----- | --------- | ------ | --------------- | --------- | --------- | --------------- | ------------ | ------------ | -------------- | -------------- | -------- |
| Prix unique du livre                      | 966,633   | 43.92 | 1,234,222 | 56.08  | 104,384         | 2,305,239 | 5,139,055 | 44.86           |              |              |                |                | Rejetée  |
| Réglementation des jeux d’argent          | 1,916,182 | 87.09 | 284,108   | 12.91  | 100,278         | 2,300,568 | 5,139,055 | 44.77           | 20           | 6            | 0              | 0              | Acceptée |
| 6 semaines de vacances                    | 771,717   | 33.50 | 1,531,986 | 66.50  | 30,302          | 2,334,005 | 5,139,055 | 45.42           | 0            | 0            | 20             | 6              | Rejetée  |
| Épargne logement                          | 980,273   | 44.19 | 1,237,825 | 55.81  | 93,825          | 2,311,923 | 5,139,055 | 44.99           | 4            | 1            | 16             | 5              | Rejetée  |
| Résidences secondaires                    | 1,152,598 | 50.63 | 1,123,802 | 49.37  | 45,551          | 2,321,951 | 5,139,055 | 45.18           | 12           | 3            | 8              | 3              | Acceptée |
| Source: Gouvernement Suisse 1, 2, 3, 4, 5 |           |       |           |        |                 |           |           |                 |              |              |                |                |          |

## Mois de juin
Le 17 juin 2012, trois objets sont soumis à la votation : deux initiatives populaires et un référendum.
1. L'Initiative populaire « Pour le renforcement des droits populaires dans la politique étrangère », sous-titrée « accords internationaux: la parole au peuple! »
  - L'initiative propose de modifier l'article 140a de la Constitution fédérale pour ajouter aux différents éléments soumis au vote du peuple et des cantons, tous les traités internationaux qui « entraînent une unification multilatérale du droit dans des domaines importants », délèguent des compétences nationales à des institutions étrangères ou entraînent des dépenses uniques de plus d'un milliard de francs.
2. Un référendum portant sur une modification de la loi fédérale sur l’assurance-maladie (LAMal) (Réseaux de soins)
  - Le projet de loi vise à inscrire dans la loi le modèle des soins intégrés. Le référendum a été demandé sur cette modification[2].
3. L'Initiative populaire « Accéder à la propriété grâce à l'épargne-logement »
  - L'initiative propose d'ajouter un article 108a à la Constitution fédérale stipulant que « la Confédération et les cantons encouragent l'acquisition d'un logement à usage personnel en favorisant l'épargne-logement », et ceci en autorisant une déduction fiscale sur le plan cantonal et communal allant jusqu'à 10 000 francs par an.

### Résultats
| Question                            | Pour    | Pour  | Contre    | Contre | Invalide/ blanc | Total     | Inscrits  | Partici- pation | Cantons pour | Cantons pour | Cantons contre | Cantons contre | Résultat |
| Question                            | Votes   | %     | Votes     | %      | Invalide/ blanc | Total     | Inscrits  | Partici- pation | Entiers      | Demi         | Entiers        | Demi           | Résultat |
| ----------------------------------- | ------- | ----- | --------- | ------ | --------------- | --------- | --------- | --------------- | ------------ | ------------ | -------------- | -------------- | -------- |
| Traités internationaux              | 480,173 | 24.72 | 1,462,659 | 75.28  | 40,872          | 1,983,704 | 5,149,086 | 38.53           | 0            | 0            | 20             | 6              | Rejetée  |
| Réseaux de soins                    | 466,993 | 23.95 | 1,482,536 | 76.05  | 40,703          | 1,990,232 | 5,149,086 | 38.65           |              |              |                |                | Rejetée  |
| Épargne logement                    | 601,449 | 31.09 | 1,332,839 | 68.91  | 49,750          | 1,984,038 | 5,149,086 | 38.53           | 0            | 0            | 20             | 6              | Rejetée  |
| Source: Gouvernement Suisse 1, 2, 3 |         |       |           |        |                 |           |           |                 |              |              |                |                |          |

## Mois de septembre
Le 23 septembre, trois objets sont soumis à la votation : deux initiatives populaires et un référendum.
1. L'Initiative populaire « Protection contre le tabagisme passif »
  - L'initiative propose d'ajouter un article 118a à la Constitution fédérale spécifiant les modalités de lutte contre le tabagisme passif, en particulier l'interdiction de fumer dans tous les lieux fermés de travail, ainsi que dans tous les lieux fermés accessibles au public ou encore les transports publics.
2. L'Initiative populaire « Sécurité du logement à la retraite »
  - L'initiative propose d'ajouter un article 108b à la Constitution fédérale offrant la possibilité aux propriétaires de choisir, lors de leur arrivée à la retraite, « de décider à titre définitif que la valeur locative propre de ce logement ne sera plus soumise à l'impôt sur le revenu à leur lieu de domicile », renonçant ainsi en parallèle à plusieurs déductions fiscales.
3. Un référendum portant sur la promotion de la formation musicale des jeunes (contre-projet à l’initiative populaire 'jeunesse + musique')
  - Le nouvel article constitutionnel vise à renforcer la formation musicale des enfants et des jeunes. Le Parlement l'a élaboré comme contre-projet direct à l'initiative populaire «jeunesse + musique», qui a ensuite été retirée[3].

### Résultats
| Question                              | Pour      | Pour  | Contre    | Contre | Invalide/ blanc | Total     | Inscrits  | Partici- pation | Cantons pour | Cantons pour | Cantons contre | Cantons contre | Résultat |
| Question                              | Votes     | %     | Votes     | %      | Invalide/ blanc | Total     | Inscrits  | Partici- pation | Entiers      | Demi         | Entiers        | Demi           | Résultat |
| ------------------------------------- | --------- | ----- | --------- | ------ | --------------- | --------- | --------- | --------------- | ------------ | ------------ | -------------- | -------------- | -------- |
| Protection contre le tabagisme passif | 741,205   | 34.01 | 1,437,985 | 65.99  | 30,205          | 2,209,395 | 5,160,811 | 42.81           | 1            | 0            | 19             | 6              | Rejetée  |
| Sécurité du logement à la retraite    | 1,014,016 | 47.39 | 1,125,495 | 52.61  | 55,216          | 2,194,727 | 5,160,811 | 42.53           | 9            | 1            | 11             | 5              | Rejetée  |
| Formation musicale des jeunes         | 1,552,045 | 72.69 | 583,231   | 27.31  | 53,482          | 2,188,758 | 5,160,811 | 42.41           | 20           | 6            | 0              | 0              | Acceptée |
| Source: Gouvernement Suisse 1, 2, 3   |           |       |           |        |                 |           |           |                 |              |              |                |                |          |

## Mois de novembre
Le 25 novembre,un objet est soumis à la votation :
1. Un référendum portant sur une modification de la loi sur les épizooties (LFE)
  - Le projet de loi du parlement améliore le cadre juridique de la prévention des épizooties, pour mieux préserver la santé animale en Suisse. Le texte a fait l'objet d'une demande de référendum[4].

### Résultats
| Loi sur les épizooties        | 946.220 | 68,3 | 439.484 | 31,7 | 40,126 | 1,425,830 | 5,166,732 | 27,6 | Acceptée |
| Source: Gouvernement Suisse 1 |         |      |         |      |        |           |           |      |          |